# Катастрофа Ан-12 под Магаданом
Катастрофа Ан-12 под Магаданом — авиационная катастрофа, произошедшая 2 октября 1973 года в окрестностях Магадана. Грузовой самолёт Ан-12Б Якутского ОАО авиакомпании «Аэрофлот» выполнял внутренний грузовой рейс SU-10178-Ф по маршруту Якутск — Магадан, но при заходе на посадку экипаж прервал заход на посадку, но при наборе высоты самолёт врезался в склон горы и полностью разрушился. Погибли все 10 человек — 2 пассажира и 8 члена экипажа.

## Самолёт
Ан-12Б с бортовым номером 12967 (заводской — 9346502) был выпущен «ТАПОиЧ» в 1969 году.

## Экипаж
Ан-12 пилотировал экипаж из 139-го лётного отряда, в состав которого входил:
Командир воздушного судна (КВС) —Павел Фёдорович Сыропятов
Второй пилот — Аркадий Гинелевич Каганер
Штурман — Михаил Георгиевич Ковалёв
Бортмеханик — Степан Матвеевич Сабуркин
Бортмеханик-стажёр — Николай Дмитриевич Токарев
Бортрадист — Леонид Г. Зыков
Бортрадист-стажёр — Виктор Андреевич Селявко
В салоне самолёта работал бортпроводник Василий Петрович Иванников.

## Катастрофа
2 октября 1973 года в 19:06 местного времени (21:06 Магаданского времени) рейс 10178-Ф вылетел из Якутского аэропорта, его выполнял Ан-12Б борт СССР-12967, летящий из Якутска в Магадан, на борту находилось 10 человек — 8 членов экипажа и 2 пассажира, а перевозил Ан-12 — 12 тонн овощей. После набора высоты занял эшелон 7800 метров.
Небо над Магаданом было затянуто облаками с нижней границей 1000 метров и шёл дождь. Когда авиалайнер вошёл в воздушную зону аэропорта Магадан-56 км, то диспетчер разрешил экипажу снизиться сперва до высоты 4500 метров, а потом 2400 до пролёта ДПРМ с заходом на посадку по магнитному курсу 104° согласно установленной схеме на высоте круга 1500 метров. Предпосадочная подготовка была проведена не в полном объёме, в результате чего экипаж выполнял заход на посадку с ошибками и отклонениями, в том числе третий и четвёртый развороты были выполнены спаренно, с креном 20° и с вертикальной скоростью снижения 10 м/с. В итоге, после выхода из четвёртого разворота на высоте 900 метров, Ан-12 оказался в 2,5 километрах слева относительно оси ВПП. Диспетчер круга доложил им об уклонении, в связи с чем экипаж повернул на курс 140°, то есть на 35°, летя при этом на предельно допустимых скоростях.
На высоте 730 метров и в 18 километрах от аэропорта авиалайнер пересёк линию курса, в связи с чем диспетчер дал указание снижаться по глиссаде на дальний привод. В два приёма закрылки были выпущены на 25°, а затем самолёт начал снижаться. В данной ситуации между членами экипажа отсутствовало взаимодействие, а штурман и вовсе вёл себя пассивно. В итоге командир пропустил момент выхода в створ ВПП и продолжал следовать по курсу 140°. Далее командир перешёл с инструментального на визуальный полёт и увидел впереди огни. Не летая в Магадан уже 4 года, он ошибочно решил, что это аэродром, тогда как на самом деле это был посёлок Сплавная.
В 15:34:41 МСК (23:34:41 местного времени) самолёт был на высоте 570 метров, когда диспетчер сообщил экипажу, что они правее
относительно оси посадочного курса на 1,5 километра. Обескураженный таким неожиданным для себя сообщением, командир теперь не знал, где они вообще находятся, и принял решение уходить на второй круг. В 15:35:14 МСК он доложил о своём решении диспетчеру и в ответ получил указание подниматься до высоты 1500 метров. Экипаж начал набор высоты, при этом убирая закрылки и шасси, что, однако, вызвало просадку с вертикальной скоростью 8 м/с. Спустя всего полминуты после доклада экипажа диспетчеру о прерывании посадки, в 15:35:42 МСК (23:35:42 местного времени) находящийся на высоте 507 метров относительно уровня аэродрома, Ан-12 в 13,7 километрах от торца ВПП и в 5,6 километрах правее её оси (азимут 251° относительно КТА) врезался в склон горы. Самолёт полностью разрушился и частично сгорел. Все 10 человек на его борту погибли.

## Причины катастрофы
Грубые ошибки, допущенные экипажем при заходе на посадку в горных условиях ночью при отсутствии с его стороны постоянного инструментального контроля за положением самолёта на предпосадочной прямой и неграмотные действия командира при уходе на второй круг. Службой УВД аэропорта не было оказано помощи экипажу при заходе на посадку и особенно на предпосадочной прямой, чем не было предотвращено уклонение от линии посадки.
Сопутствующие факторы:
1. Неудовлетворительная организация лётной работы в 139 ло и в УВД аэропорта Магадан-56 км
2. Отсутствие на рабочем месте диспетчера посадки руководителя полётов аэропорта
3. Пассивное руководство полётом со стороны диспетчера круга.

— 